# 盧卡斯 (堪薩斯州)
盧卡斯（英語：Lucas）是一個位於美國堪薩斯州拉塞爾縣的城市。

## 地方資料
根據2020年美國人口普查的數據，盧卡斯的面積為1.58平方千米，當中陸地面積為1.58平方千米，而水域面積為0.00平方千米。當地共有人口332人，而人口密度為每平方千米210.13人。